# Philippe Delabarre
Philippe Prosper Delabarre est un homme politique français né le 6 novembre 1887 à Claye-Souilly (Seine-et-Marne) et mort le 13 novembre 1954 à Suresnes (Hauts-de-Seine).

## Biographie
Ingénieur agricole, maire de Claye-Souilly, il est député de Seine-et-Marne de 1928 à 1931, inscrit au groupe radical. Compromis dans une escroquerie, il est condamné en justice et contraint à la démission en 1931.

## Sources
- « Philippe Delabarre », dans le Dictionnaire des parlementaires français (1889-1940), sous la direction de Jean Jolly, PUF, 1960 [détail de l’édition]